# Coralie Fargeat

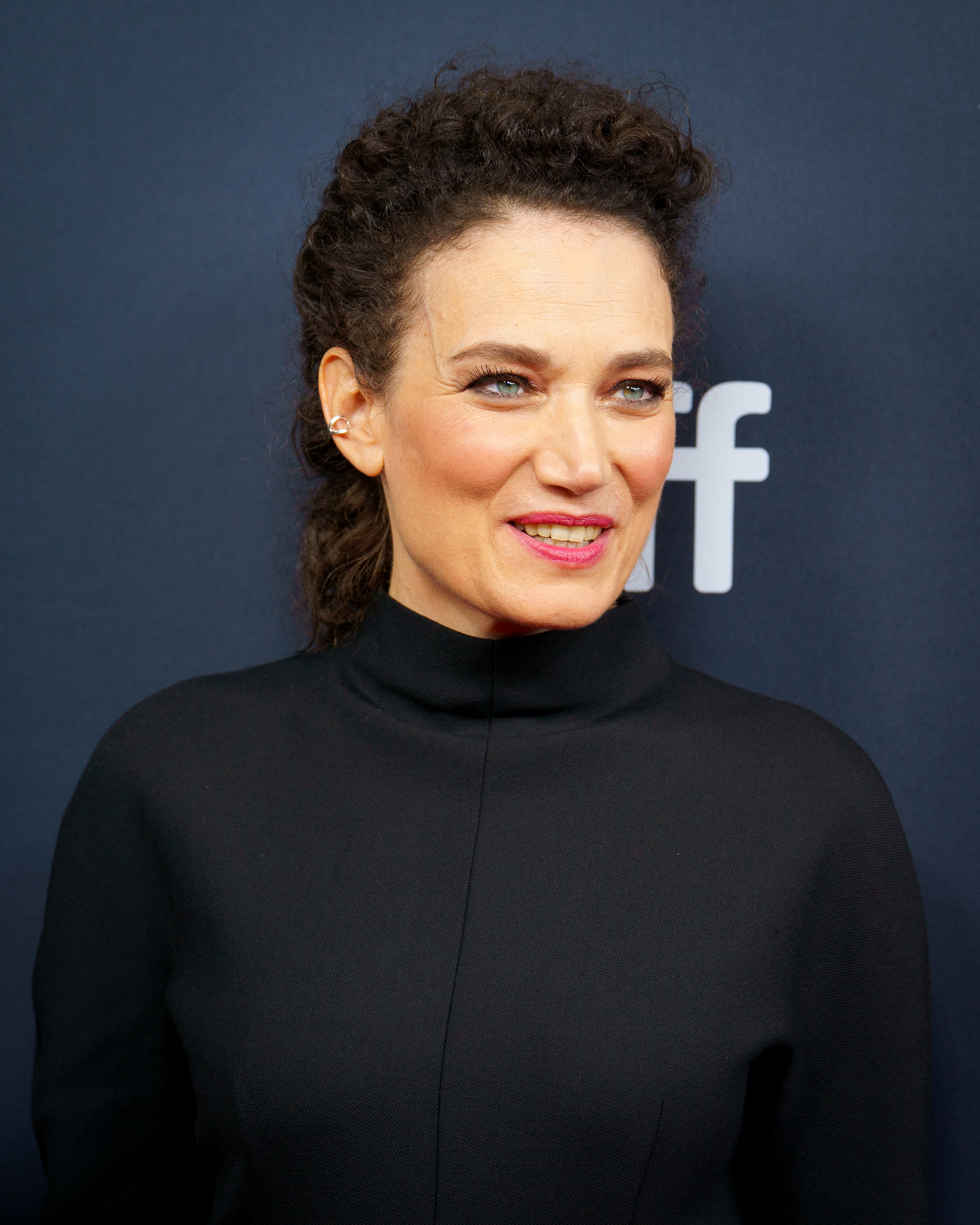
Coralie Fargeat (2024)

Coralie Fargeat (* 1976 in Paris) ist eine französische Filmregisseurin und Drehbuchautorin. Internationale Bekanntheit erlangte sie vor allem als Regisseurin und Drehbuchautorin des Spielfilms The Substance (2024), der ihr drei Oscar-Nominierungen einbrachte.

## Leben und Werk
Coralie Fargeat wuchs in ihrer Geburtsstadt Paris auf. Eigenen Angaben zufolge wollte sie bereits als Jugendliche Regisseurin werden. Zu dieser Zeit drehte sie mit einem Camcorder ein Remake von Star Wars, das sie als ihren ersten Film bezeichnete. Um an der renommierten Filmhochschule La Fémis studieren zu können, belegte sie zuvor einen allgemeinen Kurs am Sciences Po. Das Filmstudium empfand sie als extrem hart und nach drei Jahren beschloss sie, lieber praktische Erfahrung an Filmsets zu sammeln. Durch Zufall wurde sie als Regiepraktikantin für einen amerikanischen Film engagiert, der in Frankreich gedreht wurde.
In den nächsten zwei Jahren folgten für Fargeat weitere Engagements als Regieassistentin. Danach gab sie ihr Debüt als Filmemacherin mit dem Kurzfilm Le télégramme (2003), der zur Zeit des Zweiten Weltkriegs in Frankreich angesiedelt ist. Die 12-minütige Produktion handelt von zwei Müttern, die in einem Dorf ängstlich auf Nachricht von ihren Söhnen an der Front warten. Le télégramme brachte Fargeat erste Preise auf den internationalen Filmfestivals von Amiens und Teheran ein. Die Veröffentlichungsrechte sicherte sich der Fernsehsender France 2. Elf Jahre später folgte ihr zweiter Kurzfilm Reality+ (2014), der als Fingerübung für einen bevorstehenden Genre-Spielfilm herhalten sollte, mit dem sie sich wohler fühlte. Die an Geschichten der britischen Science-Fiction-Serie Black Mirror erinnernde Handlung berichtet von einer Welt, in der Menschen mithilfe von digitalen Implantaten zumindest zeitweise ihr äußeres Erscheinungsbild für andere verändern können. Reality+ wurde auf zahlreichen internationalen Filmfestivals gezeigt und ausgezeichnet und brachte ihr unter anderem den Audi Talents Award ein. Dies ermöglichte ihr den weiteren Werdegang als Regisseurin von Body-Horror-Spielfilmen.

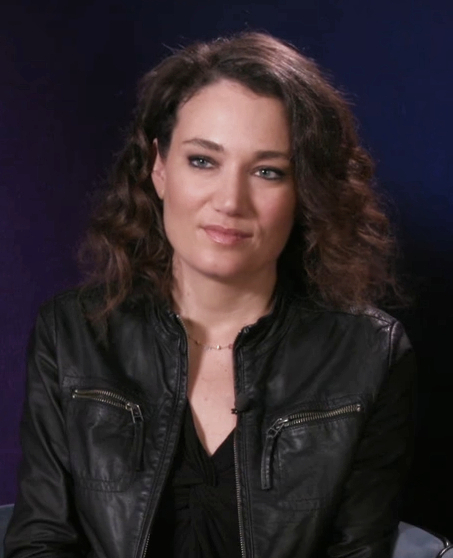
Fargeat im Jahr 2018

Für die Vorbereitung ihres Spielfilmdebüts Revenge (2017) mit Matilda Lutz in der Hauptrolle kehrte Fargeat an die La Fémis zurück und nahm an einem weiterführenden Drehbuch-Workshop teil. Dort wurde angezweifelt, dass sie ein solches gewalttätiges Genrewerk jemals realisieren könnte. Gleichzeitig gründete sie mit befreundeten Regisseuren das Kollektiv La Squadra, um sich bei der Vorbereitung ihrer jeweiligen Genrefilmen gegenseitig zu unterstützen. Über Jahre hinweg traf sich die Gruppe zweimal pro Woche mit Vertreten der Filmbranche, um weitere Erfahrungen zu sammeln. Vom Beginn des Schreibprozesses bis zur Fertigstellung von Revenge vergingen laut Fargeat nur zweieinhalb Jahre. Das Werk gewann unter anderem die Hauptpreise des Calgary Underground Film Festivals und des Bucheon International Fantastic Film Festivals. In Deutschland lobte der film-dienst den Streifen als ungewöhnlich ambitionierten „Rape-and-Revenge“-Thriller, der durch eine „atmosphärische Kameraarbeit und gekonnte Spannungssteigerung stilistisch“ auffalle.
Im Jahr 2024 wurde Fargeats zweiter Spielfilm The Substance in den Hauptwettbewerb des 77. Filmfestivals von Cannes eingeladen. Das feministische Body-Horror-Werk mit Demi Moore und Margaret Qualley in den Hauptrollen war die erste US-amerikanische Studioproduktion für die Regisseurin. In Cannes wurde Fargeat dafür der Drehbuchpreis zuerkannt. Weitere Nominierungen für den Europäischen Filmpreis 2024 (Bestes Drehbuch) und die Oscarverleihung 2025 sowie Golden Globe Awards 2025 (jeweils Regie und Drehbuch) folgten.
Coralie Fargeat ist Mitglied des Collectif 50/50, das sich für Parität, Gleichheit und Vielfalt in der Filmindustrie einsetzt. Im Jahr 2022 wurde sie in dessen Vorstand gewählt.

## Filmografie (Auswahl)
- 2003: Le télégramme (Kurzfilm)
- 2014: Reality+ (Kurzfilm)
- 2017: Revenge
- 2022: Sandman (Fernsehserie, 1 Folge)
- 2024: The Substance

## Auszeichnungen (Auswahl)

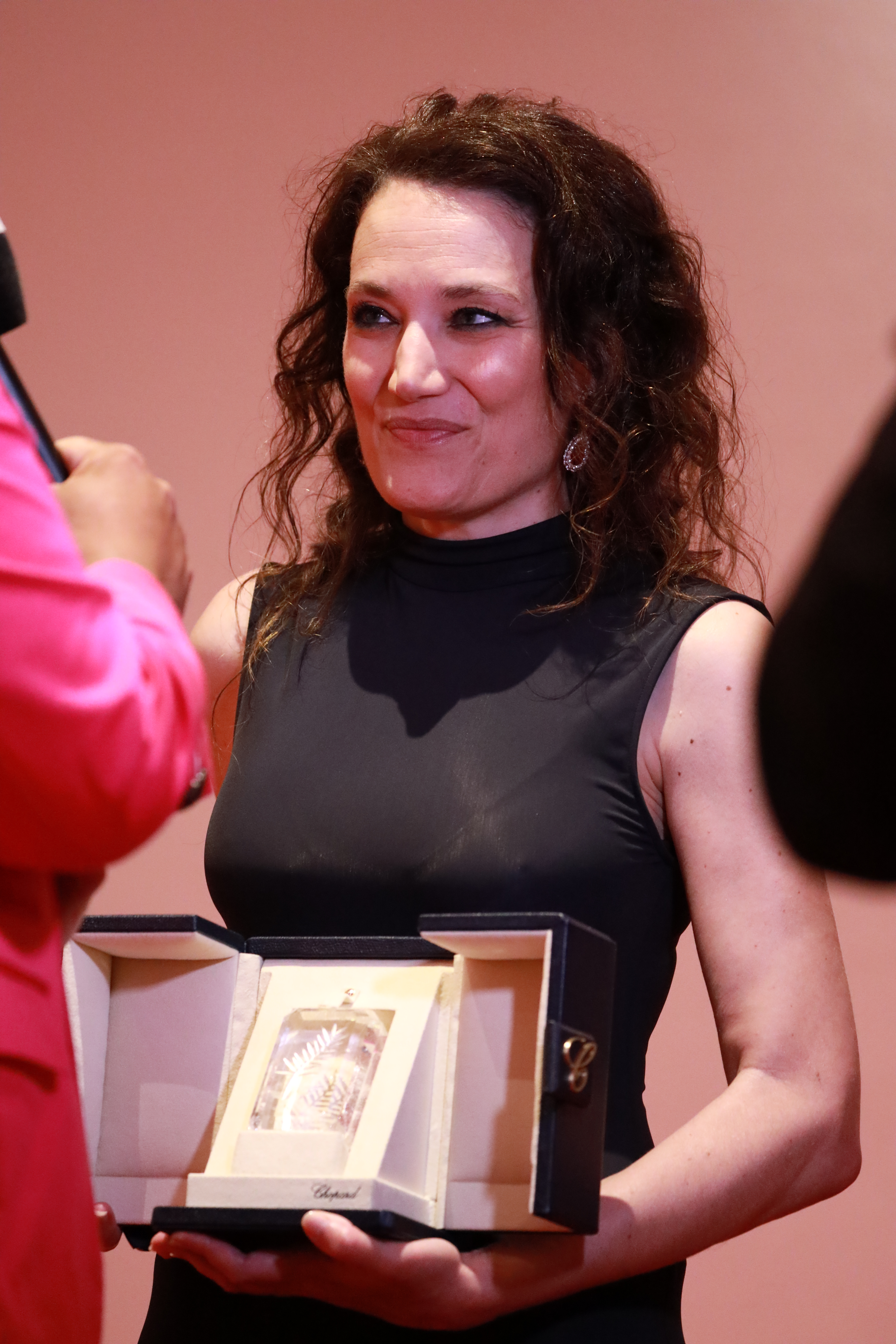
Fargeat mit dem gewonnenen Drehbuchpreis in Cannes für The Substance

- 2004: Internationales Filmfestival von Amiens – Prix des Enfants de la Licorne (Le télégramme)
- 2005: Internationales Fajr-Filmfestival – Bester internationaler Kurzfilm (Le télégramme)
- 2015: Internationales Kurzfilmfestival Corti Da Sogni Antonio Ricci – European Sogni Award (Reality+)
- 2018: Calgary Underground Film Festival – Jurypreis, Bester Spielfilm (Revenge)
- 2018: Bucheon International Fantastic Film Festival – Bester Spielfilm (Revenge)
- 2024: Filmfestival von Cannes –  Bestes Drehbuch (The Substance)